# Mel Gibson les cloches
Mel Gibson les cloches (France) ou Mad Homer: Au-delà du d'Oh de tonnerre (Québec) (Beyond Blunderdome) est le 1er épisode de la saison 11 de la série télévisée d'animation Les Simpson.

## Synopsis
La voiture électrique EV1 est annoncée en vente. L'offre télévisuelle qu'Homer voit promet une récompense lors d'un essai routier. Les Simpson se rendent donc pour faire l'essai, lequel s'avère catastrophique. La récompense de l'essai était deux billets pour la représentation en avant-première du dernier film de Mel Gibson, un remake de Monsieur Smith au Sénat.
Marge est une grande admiratrice de Mel Gibson et ne jure que par lui. Comme tout le monde, elle adore le film. Homer, qui est jaloux, exprime son mécontentement par rapport au film que tout le monde a aimé. Gibson décide alors d'écouter la critique et ramène la famille Simpson avec lui à Hollywood. Homer et Gibson retravaillent le film alors que Marge et les enfants visitent la ville.
Le film retravaillé est projeté aux producteurs. La fin présente une grande violence à la manière des films d'actions, Gibson massacrant tous les membres du sénat et décapitant le président des États-Unis. Les producteurs y voyant le plus grand affront à un monument cinématographique depuis Le Parrain 3, voulurent brûler la pellicule. Après une poursuite rocambolesque, le film est projeté aux spectateurs. S'ils avaient aimé la première version, la nouvelle est très éreintée par l'auditoire, tandis que Gibson rejette Homer de sa limousine, ayant compris qu'il avait ruiné sa carrière. 

## Guest Star
- Mel Gibson (voix et personnage) (VF: Jacques Frantz) (VFQ: Hubert Gagnon)
- Jack Burns (voix et personnage d'Edward Chrisitan)
- John Travolta